# La brutta duchessa
La brutta duchessa (titolo originale: Die häßliche Herzogin) è un romanzo storico di Lion Feuchtwanger, pubblicato in lingua tedesca nel 1923.

## Trama
La «brutta duchessa» è Margarete (1318-1369), soprannominata «Maultasch» («dalla bocca di scimmia»), figlia del sovrano Enrico di Carinzia. All'età di dodici anni Margarete viene fatta sposare con il principe Giovanni di Lussemburgo, allora fanciullo di appena otto anni. Poiché Enrico di Carinzia non ha figli maschi, Margarete e suo marito sono destinati a succedergli nel ducato di Carinzia. Il matrimonio fra Margarete e Giovanni non è felice: Giovanni la tratta in modo molto brutale e non ha rapporti sessuali con lei, vietandole la possibilità di avere un erede e mettendo a rischio la continuità della dinastia. Nel frattempo l'imperatore Ludovico il Bavaro e gli Asburgo si sono accordati perché la Carinzia passi agli stessi Asburgo. Infatti alla morte di Enrico, gli Asburgo si impossessano della Carinzia dando in cambio a Margarete e al marito il Tirolo.
In Tirolo nasce una rivalità tra Margarete e la nobile tirolese Agnes di Flavon-Taufers. Agnes è molto bella e suscita passioni in quanti l'avvicinano; Margarete invece è rispettata ma non amata. L'unico che le dimostri sentimenti di affetto, il solo in grado di vedere, sotto le infelici fattezze della duchessa, un'anima delicata ed energica, è Cristiano di Laferte, un paggio di suo marito. 
Quando Margarete e alcuni nobili tirolesi progettano di diminuire il potere dei lussemburghesi in Tirolo e quindi scacciare Giovanni, Margarete affida a Cristiano di Laferte un ruolo di primo piano nella ribellione. Agnes però strappa Cristiano di Laferte a Margarete, sposandolo segretamente. Quando Margarete lo scopre, sentendosi tradita si ritira a sua volta all'ultimo momento dalla congiura, che fallisce. Giovanni fa uccidere Cristiano e ne mostra la testa mozzata a Margarete. I nobili tirolesi e Margarete fanno una seconda congiura per estromettere i lussemburghesi, e questa volta ci riescono. Quando Giovanni ritorna da una battuta di caccia trova gli ingressi del castello chiusi, il ponte levatoio sollevato e Margarete che, dall'alto delle mura, gli intima di andarsene. Margarete chiede poi al papa che dichiari nullo il suo matrimonio perché non è mai stato consumato e si prepara a passare a nuove nozze con Luigi di Baviera, figlio dell'imperatore Ludovico il Bavaro. Ma Clemente VI rifiuta di annullare l'unione. Vista l'impossibilità di celebrare un nuovo matrimonio religioso (il vescovo di Frisinga, che si era offerto di celebrarlo, muore misteriosamente) Ludovico il Bavaro annulla il matrimonio precedente e permette il nuovo matrimonio di Margarete con Luigi. Il Papa risponde scomunicando gli sposi e dichiarando l'interdetto allo Stato del Tirolo.
Giovanni di Lussemburgo ritorna, accompagnato dal fratello Carlo, alla testa di un esercito per riprendere con la forza il Tirolo; Margarete riesce a resistere all'assedio, aiutata da Corrado di Frauenberg, il comandante militare del castello. Frauenberger è  albino, e quindi brutto agli occhi altrui. Agnes di Flavon-Taufers seduce Luigi, il marito di Magarete; il matrimonio di Magarete e Luigi si incrina e nasce a poco a poco una relazione fra Margarete e Corrado. Luigi di Baviera prende Agnes come amante e trasferisce sempre più il centro della sua vita politica e affettiva in Baviera. Agnes tenta invano di sedurre anche Corrado di Frauenberg, il bruttissimo amante e consigliere di Margarete; le inimica comunque il popolo del Tirolo, ostacolando la sua benefica opera di governo. Frauenberger avvelena Luigi di Baviera con un veleno che le è stato dato da Margarete. Successore di Luigi è Mainardo, l'unico figlio di Margarete e Luigi. Ma Mainardo, sebbene di buon carattere, è poco intelligente e passa rapidamente sotto l'influenza dei nobili bavaresi, sobillati da Agnes di Flavon. Corrado di Frauenberg si reca a Monaco per tentare di riportare Mainardo in Tirolo. Partono di nascosto, ma Agnes scopre il tentativo e manda al loro inseguimento i soldati bavaresi. Il debole Mainardo non è in grado di attraversare le montagne e Frauenberger decide che, piuttosto che lasciar ricadere Mainardo nelle mani dei bavaresi, sia meglio ucciderlo.
Margarete è profondamente colpita dalla morte del figlio e cerca di capire chi sia il colpevole. Agnes di Flavon-Taufers si avventura incautamente, in Tirolo, nel castello della duchessa; viene fatta imprigionare da Margarete e condannare a morte. Ma questa decisione provoca un conflitto interiore nella coscienza di Margarete, che, esaminando in se stessa le ragioni del suo atto, non riesce a capire se sia mossa dal senso di giustizia o da un desiderio di vendetta femminile. Corrado di Frauenberg avvelena Agnes prima che la sentenza possa essere eseguita, privando così Margarete della sua vendetta. Sfiduciata e stanca Margarete cede la contea a Rodolfo d'Asburgo e abbandona le sue terre fra gli insulti del popolo. Si ritira in Baviera e trascorre gli ultimi anni della sua vita nel Monastero di Frauenchiemsee.

## Critica
La brutta duchessa è il primo romanzo scritto da Lion Feuchtwanger, e occupa una posizione isolata nell'opera di Feuchtwanger, dominata successivamente dalla storia del popolo ebraico e dalle sue vicende sotto il regime nazista. Tuttavia La brutta duchessa, «per la profonda attenzione psicologica rivolta ai personaggi e la felice ambientazione storica, ha ottenuto una larga popolarità ed è ancora un'opera di attuale interesse». Un giudizio molto positivo sul romanzo lo diede anche Jorge Luis Borges:
(Jorge Luis Borges, El Hogar, vol. 32, n. 1413, 13 settembre 1936)

## Edizioni
- (DE) Die häßliche Herzogin. Roman, collana Volksverband der Bücherfreunde, Berlin, Wegweiser Verlag, 1923.
- (DE) Die häßliche Herzogin, collana Volksverband der Bücherfreunde, Berlin, Wegweiser Verlag, 1923.
- La brutta duchessa, collana Collana Scrittori di tutto il mondo, 8, traduzione di Bice Giachetti-Sorteni, con prefazione di Luigi Tonelli, Milano, Corbaccio, 1929.
- La brutta duchessa: romanzo, collana Collana I Corvi. Sezione scarlatta, 29, traduzione di Bice Giachetti-Sorteni, Milano, Dall'Oglio, 1961.
- La brutta duchessa: romanzo, collana Collana TEA, 532, traduzione di Bice Giachetti-Sorteni, Milano, TEA, 1997, ISBN 88-7818-184-6.